# Dismember
Dismember är ett svenskt death metal-band som grundades 1988 i Stockholm.

## Historia
Bandet grundades 1988 i Stockholm, Dismember är bland de band som är ansvariga för death metals genombrott i Sverige. Debutalbumet, Like an Ever Flowing Stream från 1991, klargjorde att Dismember är ett kompromisslöst band som resulterade i deras snabba väg till kultstatus efter att albumet tog scenen med storm. Omfattande turnéer med band som Death och Cannibal Corpse visade att Dismember var en dragningskraft som liveband och mängden av fans ökade stadigt. Sporrade av framgång, var det lätt att inleda låtskrivningen för nästa album. Dock nöjde de sig med en 5-spårig EP, Pieces, och stack ut på turné igen med Napalm Death och Obituary. Dismember spelade för tusentals fans genom Europa och stärkte sin status som ett av de bästa livebanden i världen.
Andra fullängdsalbumet, Indecent and Obscene, lät mer moget och tillgänglig som sin föregångare utan att behövt kastat bandets Death metal rötter åtsidan. Turnén som följde tog Dismember till Amerika för första gången där de lämnade en förvånad publik, efter att ha rusat igenom USA som en förrymd fånge. Strax efter deras spelningar i USA vände gruppen tillbaka till Europa för att hänga med på den första Nuclear Blast Festival-turnén med skivbolagspolarna Hypocrisy, Amorphis och Benediction.
1995 släpptes 3-spårssingeln, Casket Garden och det tredje fullängdsalbumet, Massive Killing Capacity.
Efter en kort kreativ paus, så kom Dismember 1997 tillbaka med hämnd och släppte singeln, "Misanthropic" och fullängdsalbumet, Death Metal och visade den då blommande, andra generationens death metal att Dismember fortfarande är lika kraftfulla.
Två år passerade, och Dismember kom tillbaka med ett nytt album, Hate Campaign. Låtar som "Questionable Ethics", "Bleeding Over", "Enslaved to Bitterness" eller titel spåret, visade att Dismember än en gång inte har glömt en enda sak. 
Dismember har efter att ha släppt albumen Where Ironcrosses Grow, 2004 och The God That Never Was, 2006, släppt deras åttonde fullängdsalbum Dismember, den 18 februari, 2008. Den 16 oktober 2011 annonserades att bandet splittrades. 
I januari 2019 meddelades att Dismember skulle återförenas i originaluppsättning för en spelning i Stockholm på Scandinavia Deathfest 11-12 oktober 2019.

## Medlemmar
Medlemmar
- Fred Estby – trummor (1988–1989, 1990–2007, 2019– )
- David Blomqvist – gitarr (1988–2011, 2019– ), basgitarr (1989–1990)
- Robert Sennebäck – sång (1988–1989), gitarr (1989–1997, 2019– )
- Matti Kärki – sång (1990–2011, 2019– )
- Richard Cabeza – basgitarr (1991–1998, 2000–2004, 2019– )

Tidigare medlemmar
- Fredrik – gitarr
- Erik Gustafsson – basgitarr (1988)
- Magnus Sahlgren – gitarr (1998–2003)
- Martin Persson – gitarr (2003–2011)
- Johan Bergebäck – basgitarr (2004–2005)
- Tobias Cristiansson – basgitarr (2006–2011)
- Thomas Daun – trummor (2007–2011)

Turnerande medlemmar
- Sharlee D'Angelo (Charles Petter Andreason) – basgitarr (1998–2000)

## Diskografi

### Demo
- 1988 – Dismembered
- 1989 – Last Blasphemies
- 1989 – Rehearsal Demo '89
- 1990 – Reborn In Blasphemy

### Studioalbum
- 1991 – Like an Ever Flowing Stream
- 1993 – Indecent and Obscene
- 1995 – Massive Killing Capacity
- 1997 – Death Metal
- 2000 – Hate Campaign
- 2004 – Where Ironcrosses Grow
- 2006 – The God That Never Was
- 2008 – Dismember

### EP
- 1992 – Pieces
- 1995 – Casket Garden
- 1997 – Misanthropic

### Singlar
- 1991 – "Skin Her Alive"

### Samlingsalbum
- 2005 – Complete Demos

### Video
- 2004 – Live Blasphemies (2DVD)
- 2009 – Under Blood Red Skies (2DVD)